# 金斗哲
金斗哲（英語：Kim Doochul, 1948年8月8日—）是一位韩国物理学家。

## 生平
1970年获得首尔大学物理学学士学位，1974年获得约翰斯·霍普金斯大学博士学位。之后在纽约大学和墨尔本大学担任博士后。1977年返回韩国担任首尔大学物理学教授。2010年7月至2013年6月担任高等科学院院长，2014年担任基础科学研究院第二任院长。

## 荣誉
- 2011年获得三一文化财团奖[3][4]
- 2009年获得第58届首尔城市文化奖[5][6]
- 2008年获得首尔大学教育奖
- 1998年获得韩国物理学会杰出研究奖
- 1987年获得韩国物理学会最佳论文